# Anallacrotelsa cricetophila
Anallacrotelsa cricetophila är en insektsart som beskrevs av Mendes 1996. Anallacrotelsa cricetophila ingår i släktet Anallacrotelsa och familjen silverborstsvansar. Inga underarter finns listade i Catalogue of Life.